# Самара (Іркутська область)
Самара - село в Зиминському районі Іркутської області Росії. Входить до складу Услонського муніципального утворення.

## Географія
Знаходиться приблизно за 8 км на південь від районного центру.

## Внутрішній поділ
До складу села Самара входять мікрорайони Полинова і Логінова — колишні населені пункти.
Заїмка Логінова спочатку складалася з 4-х будинків. На топографічній карті генштабу СРСР 1984 року вона є самостійним населеним пунктом. На карті 1985 року даний населений пункт як самостійна адміністративно-територіальна одиниця вже не вказана.

## Населення
За даними Всеросійського перепису 2010 року, в селі проживало 508 осіб (245 чоловіків та 263 жінки).